# تی‌اس‌اس اولگا (۱۸۸۷)
تی‌اس‌اس اولگا (۱۸۸۷) (به انگلیسی: TSS Olga (1887)) یک کشتی است که طول آن ۳۰۱٫۵ فوت (۹۱٫۹ متر) می‌باشد. این کشتی در سال ۱۸۸۷ ساخته شد.